# リゾートゲートウェイ・ステーション駅
リゾートゲートウェイ・ステーション駅（リゾートゲートウェイ・ステーションえき）は、千葉県浦安市舞浜にある、ディズニーリゾートラインの駅である。東日本旅客鉄道（JR東日本）の舞浜駅と近接しており、乗換駅となっている。旅客案内上は、リゾートゲートウェイ・ステーションと呼称される。

## 歴史
車庫から出庫した車両は当駅が始発駅となるほか、最終列車のみ当駅が終着となる。
- 2001年（平成13年）7月27日：開業[1]。文字数では日本一長い文字数の駅名となる[3]。
- 2009年（平成21年）3月14日：ICカード「PASMO」の利用が可能となる[4]。

## 駅構造
ホームは2面1線で駅の4階にあり、全ホームにホームゲートが設置されている。ホームごとに乗車専用、降車専用に分かれていて、進行方向左側が降車ホーム、右側が乗車ホームとなっている。舞浜駅とはペデストリアンデッキや隣接する商業施設「イクスピアリ」を介して乗り換える事ができる。
乗車ホームへはJR舞浜駅側の入口から入場する。また、イクスピアリの営業中は、イクスピアリ内2階の改札からも入場できたが、2018年5月29日よりこの改札は利用不可となった。2階コンコースからは4階ホームへのエレベータ、4階直通のエスカレータ・階段、3階コンコース経由のエスカレータ・階段がある。
降車ホームからは3階コンコースへのエスカレータ・階段、2階コンコースへのエレベータ（3階コンコースにも停止）がある。降車ホームから2階コンコースへの直通エスカレータ、階段は無い。10:00 - 18:00の間は3階コンコースから2階コンコースへの階段およびエスカレータは通行止めとなるため、階段とエスカレータを利用した降車客はイクスピアリ内3階の改札へ誘導され、イクスピアリ内を通らないと外に出られないようになっている（ただし、日中でも降車ホームからエレベータで2階まで下りた場合は舞浜駅側改札からの出場が可能である。）。
これは、パーク利用者とオフィシャルホテル利用者が舞浜駅側改札を数多く利用するため、降車客との輻輳を避けるための措置であるとされている。
以前、上記の措置は10:00 - 22:30の間であったが、京葉線への乗り継ぎ利用者が一番近い出口から出られないという苦情が出た事もあり、両パークの「アフター6パスポート」による入場が一段落する18:30以降は乗車客が減るため、降車客との輻輳も問題が無いという判断によって変更された。
駅内部のデザインは白やクリーム色を基調に、ところどころ緑や黄緑があしらわれ、南国をイメージさせる明るい仕上がりとなっている。また、ホームの屋根は乗車ホームと降車ホームをまたぐアーチ状で柱が無く、線路部分は吹き抜けとなっているため、優雅さと開放感を両立している。
駅構内の案内表示は緑と黄緑の縁取りがなされ、さらにヤシの葉をイメージした装飾が施されている。

## 利用状況
2022年度の1日平均乗車人員は17,574人である。ディズニーリゾートラインの駅としては最も乗車人員が多い。2019年度まではディズニーリゾートラインの駅としては東京ディズニーシー・ステーション駅に次いで乗車人員が多かった。2023年度の1日平均乗降人員は40,388人。
開業年度である2001年度の1日平均乗車人員は37,663人であり、日本のモノレールの駅では東京モノレール羽田空港線のモノレール浜松町駅に次ぐ第2位の乗車人員を記録した。
開業以降の年度別1日平均乗車人員の推移は以下のとおりである。
| 年度               | 1日平均 乗車人員 | 出典     |
| ------------------ | ---------------- | -------- |
| 2001年（平成13年） | 37,663           | [ * 1 ]  |
| 2002年（平成14年） | 17,160           | [ * 2 ]  |
| 2003年（平成15年） | 15,286           | [ * 3 ]  |
| 2004年（平成16年） | 14,036           | [ * 4 ]  |
| 2005年（平成17年） | 14,220           | [ * 5 ]  |
| 2006年（平成18年） | 14,903           | [ * 6 ]  |
| 2007年（平成19年） | 12,784           | [ * 7 ]  |
| 2008年（平成20年） | 13,543           | [ * 8 ]  |
| 2009年（平成21年） | 13,893           | [ * 9 ]  |
| 2010年（平成22年） | 13,881           | [ * 10 ] |
| 2011年（平成23年） | 14,080           | [ * 11 ] |
| 2012年（平成24年） | 15,887           | [ * 12 ] |
| 2013年（平成25年） | 17,062           | [ * 13 ] |
| 2014年（平成26年） | 16,849           | [ * 14 ] |
| 2015年（平成27年） | 18,053           | [ * 15 ] |
| 2016年（平成28年） | 18,715           | [ * 16 ] |
| 2017年（平成29年） | 18,848           | [ * 17 ] |
| 2018年（平成30年） | 19,090           | [ * 18 ] |
| 2019年（令和元年） | 19,270           | [ * 19 ] |
| 2020年（令和02年） | 6,497            | [ * 20 ] |
| 2021年（令和03年） | 10,361           | [ * 21 ] |
| 2022年（令和04年） | 17,574           | [ * 22 ] |

備考
1. ↑  2001年7月27日開業。開業日から翌年3月31日までの計248日間のデータ。

## 駅周辺
- 舞浜駅（JR東日本京葉線・武蔵野線）
- イクスピアリ

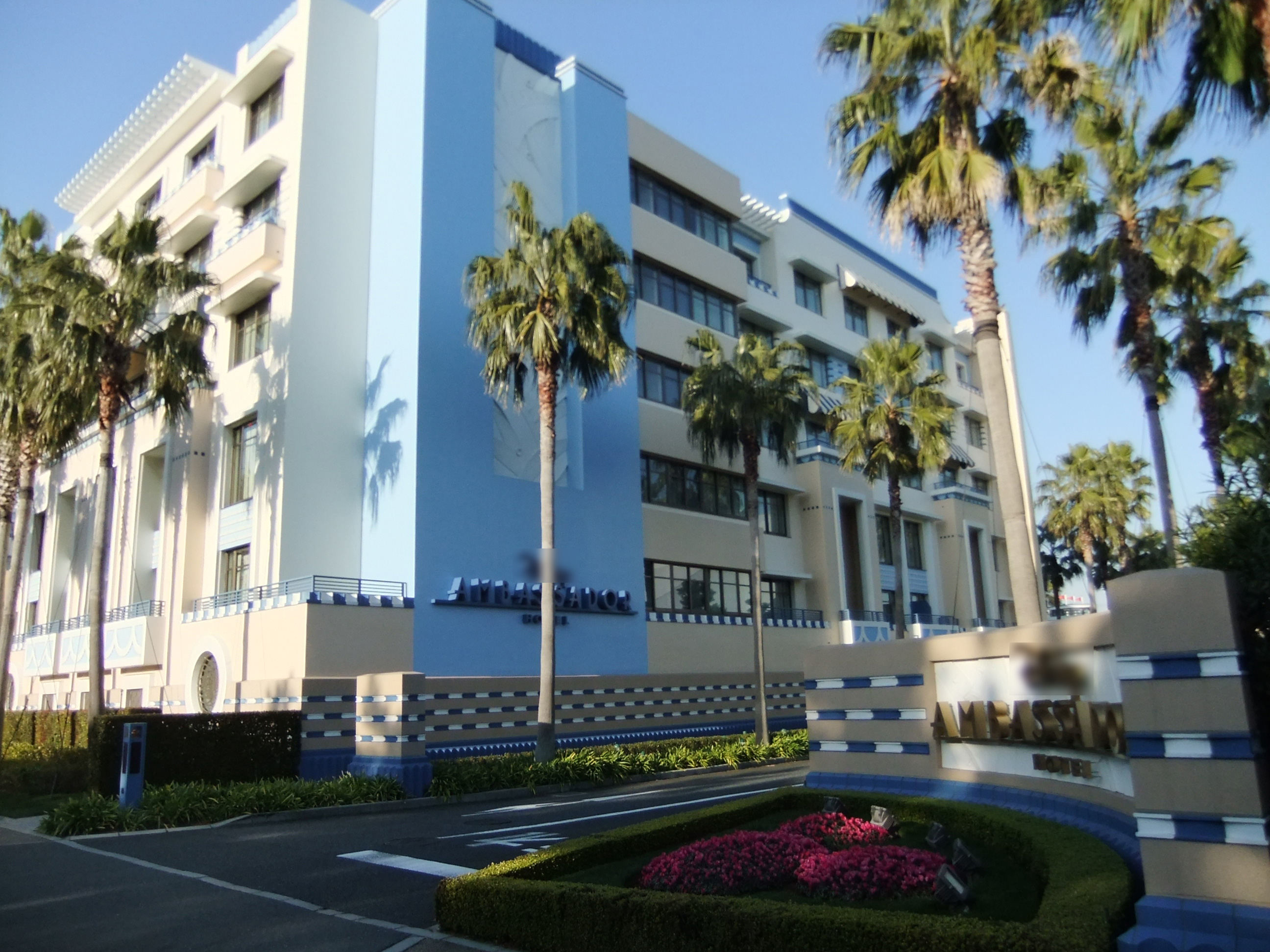
東京ディズニーリゾート・ウェルカムセンター
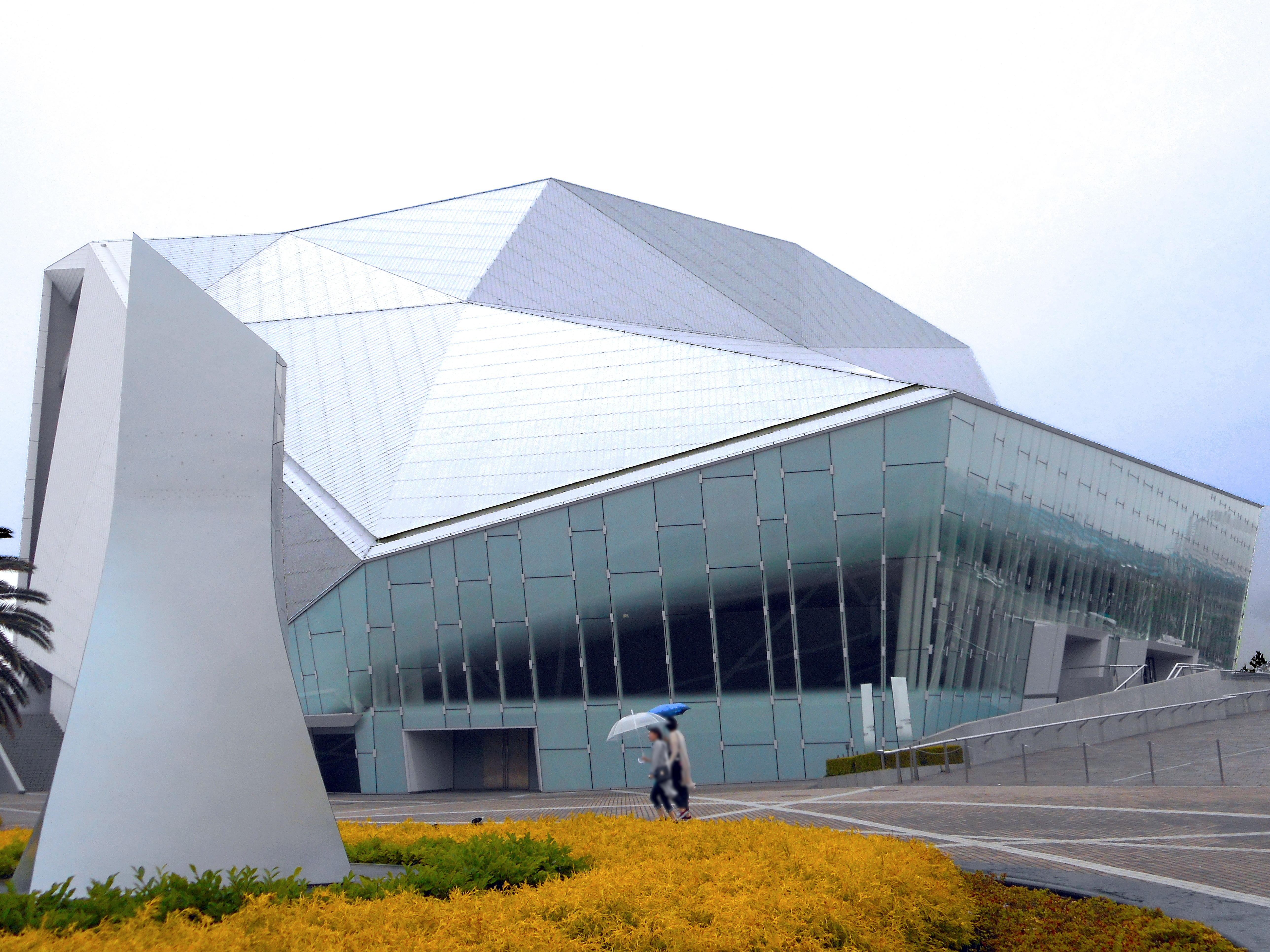
ディズニーアンバサダーホテル
- 舞浜アンフィシアター
- ホテルドリームゲート舞浜

- ディズニーアンバサダーホテル
- 舞浜アンフィシアター

## バス路線
駅にバスターミナルは無いが、舞浜駅のバスターミナルと近接している。舞浜駅#バス路線を参照。

## 隣の駅
舞浜リゾートライン
■ディズニーリゾートライン
東京ディズニーシー・ステーション駅 → リゾートゲートウェイ・ステーション駅 → 東京ディズニーランド・ステーション駅